# 木寺寛爾
木寺 寛爾（きでら かんじ、1892年（明治25年）11月29日 - 1961年（昭和36年）3月29日）は、大日本帝国海軍の軍人。最終階級は海軍主計少将。

## 人物・略歴
長崎県出身。1912年福岡県立中学修猷館を卒業。
1915年12月海軍経理学校第4期乙種学生を首席で卒業。1936年12月主計大佐に累進し､1937年12月第二艦隊主計長に就任。1938年12月呉経理部第2課長、1939年6月呉工廠会計部計算課長などを経て、1941年12月支那方面艦隊主計長に就任。
1942年11月主計少将に進み、第1経理部長兼第1軍需部長。1943年6月上海運輸部長を兼務し、同年8月支那方面艦隊主計長を兼務する。同年10月横須賀工廠会計部長に就任。1945年11月予備役となる。